# カードダス ドラゴンボールシリーズ
『カードダス ドラゴンボールシリーズ』は、バンダイのトレーディングカード『カードダス』の一つで、『ドラゴンボール』をモチーフにして製作・販売されたシリーズ。本項では当時の派生シリーズについても併せて解説する。

## 概要
販売形態は全国の玩具店などに設置された、コインを投入してレバーを捻り購入する自動販売機カードダスマシンで販売されたものが多かった。自動販売機も当初は20円で1枚購入する「カードダス20」だけだったが、1991年より100円で5枚1組購入できる「カードダス100」でも販売された。1988年からの約10年で累計20億枚を販売した。
台湾、香港、韓国、タイ、シンガポールのアジア圏、オランダ、フランス、スペインのヨーロッパ圏、アメリカにおいても各国の言葉で書かれた海外版が販売され、香港の文化傅信有限公司（ぶんかでんしんゆうげんこんす）刊「EX-am」など香港などにおける雑誌でも特集記事が掲載された。ヨーロッパ圏においては、フランスではブースターパックで、1993年頃にはスペインで自販機での販売が行われた。
21世紀に入ってからのトレーディングカードとしての『ドラゴンボール』の役割は、2003年6月より第10弾まで販売され、第7弾でデザインが変更された ドラゴンボールカードゲーム、2006年9月より第13弾にあたるシリーズまで販売され、第1弾ではデザインが異なっていたバーコードありのカードは第2弾で共通デザインとなり、第7弾まではデータカードダス ドラゴンボールZ2と共通の仕様だったが、第8弾にあたる「壮絶パワー!!究極を超えた戦士!!」からバーコードありのカードは通常のカードと異なり『DRAGONBALL Z 爆烈IMPACT』と共通のデザインとなった『超（スーパー）カードゲーム』、「データカードダス ドラゴンボールZシリーズ」、『ドラゴンボールヒーローズ』、『ミラクルバトルカードダス ドラゴンボール改』などに受け継がれることになった。
2018年に30周年を記念して、ミニチュアサイズの自販機とベストセレクションセットが発売された。

## 本弾
1988年11月から1997年6月までに第30弾まで発売され、本弾とスーパーバトルを融合させた内容の1997年9月に発売された「特別弾」が実質的な最終弾となった。ドラゴンボールカードダスの中で最初に誕生したシリーズであり、中心的なシリーズとして特別弾まで含め1335種類と最も多くの種類を発売した。ドラゴンボール90、ドラゴンボール91、カードダスハーフ、ドラゴンボールCOMPLETE BOXのみの新規カードや、限定カードなどを含めた100種類も含めると、その数は1435種類にのぼる。内容は、『ドラゴンボール』、『ドラゴンボールZ』、『ドラゴンボールGT』、劇場版など、アニメシリーズを題材としている。プリズムカードやゴールドカード、箔押しエッチングカードなどのレアカードも用意されていた。裏面中央は、必殺技を使っているカードの場合は「必」など、表面に合わせたマークが書かれている。裏面の端には星と漢数字があり、引き分けの際やスカウターの指示などで使用。第3弾からは仕様が異なり、特殊効果のカードが加わったほかBPの数値も急上昇した。17弾以降は、スカウター欄が裏面に移っている。特別弾の裏面に書かれたカードナンバーは、1から81までの特別弾用通しナンバーと、本弾のトータルナンバー、スーパーバトルのトータルナンバーの3種類が記載されている。
なお、ジャンボカードダス「ドラゴンボールZNo.500記念カード」の裏面には、発行枚数について、第1弾1,400万枚、第2弾3,700万枚、第3弾4,000万枚、第4弾3,200万枚、第5弾4,700万枚、第6弾5,700万枚、第7弾6,100万枚、第8弾7,700万枚、第9弾7,800万枚、第10弾7,600万枚、第11弾7,800万枚、第12弾4,500万枚と書かれていた。

### ドラゴンボール90、91
1990年9月には第1弾と第2弾が「ドラゴンボール90」としてリメイクされ、6種類の新規カードが追加され全90種類の商品として発売された。第6弾から第9弾のカードとレイアウトが同じになり、スカウター欄が新たに追加され、BPの数値もリメイク前とは異なっている。また、1991年5月には第3弾と第4弾が「ドラゴンボール91」としてリメイクされ、7種類の新規カードが追加され全91種類の商品として発売された。

### カードダスハーフ
本弾と比較して半分の大きさになっているミニカードダスで、1992年から1993年にかけて発売された。2枚1組になっており、台紙から剥がして使用する。残った台紙の裏面には、アニメの戦いを解説した内容の「天下一バトル」、ドラゴンボールの情報が書かれた「究極版!DB超データ」、公式ルールが書かれた「ゲームルール紹介」が記載されていた。「パート1」は第1弾と第2弾、「パート2」は第3弾と第4弾、「パート3」は第5弾と第6弾、「パート4」は第7弾と第8弾をリメイクしたものとなっている。また、ハーフでは新たに35種類のカードが追加されている。

### 限定カード
一般販売されたカードダス以外では、以下のものがある。
- 『DRAGON BALL大全集別巻 ドラゴンボールカードダ スパーフェクトファイル』に、それぞれ「DB HISTORY SPECIAL EDITION」として「PART1」に4枚、「PART2」に3枚付属したカード。
- 週刊少年ジャンプ増刊『ブイジャンプ』第1号（1990年12月12日号）「Vジャン誕生記念カードダスドレスアップシール」にカードダスに貼るタイプのものとして3枚、第2号（1991年6月26日号）に「ブイジャンプ特製カードダスセレクションスペシャル3」に3枚付属したカード。
- 『週刊少年ジャンプ』誌上にて抽選で各3,000組にプレゼントされた原作者イラストを使用した「プレミアムカードダス」での、第1号の1枚と、第3弾発売記念における6枚セットのカード。
- 『週刊少年ジャンプ』誌上にて抽選で2,000組にプレゼントされた、1993年開催「鳥山明めちゃんこプロジェクト」における原作者イラストを使用した「鳥山明めちゃんこプロジェクトプレミアムカードダス」10枚セットのカード。
- 「94カードダス究極博」入場者全員に配られた原作者イラストを使用したカード。
- 「94カードダス究極博」会場にて、ビンゴゲームかカードダスバトルコーナーのコインを必要枚数集めた人への賞品用として限定6000セット用意された原作者イラストを使用したドラゴンボールカードダス10億枚突破記念・5枚組カード。
- 「95カードダス究極博」入場者全員に配られた原作者イラストを使用したカード。
- 92メッカ原宿週刊少年ジャンプイベント記念で、当時連載されていた漫画をカードダス化した「週刊少年ジャンプ19大ヒーローズ」の、原作者イラストを使用した超サイヤ人悟空カード。
- 1993年に東京後楽園で開催された「ジャンプマルチワールド」で、入場者全員に配布された限定カードダス。当時の連載漫画から19人のキャラクターが集合しており、悟空と悟飯がそれぞれ、2枚のカードに配置されている2枚1組のカード。裏には『週刊少年ジャンプ』のマークと「SPECIAL CARDDASS」という白文字が描かれている。
- 本弾トータルナンバー1000到達記念に発行されたスペシャル3Dホログラムカードダス。
- 東映アニメフェア96春の前売り券特典として配られた「第26弾（ドラゴンボールGT編）No.0」のカードダス。
- 特別弾発売キャンペーンにて、応募者全員に配られたAコースの「特別弾No.82」と、抽選で応募者1,000名と『Vジャンプ』での懸賞応募者100名にプレゼントされたBコースの、ゲーム用数値などが一切無い通常サイズよりも一回り大きいカード。

### 復刻版
ドラゴンボールスナック
バンダイから発売されたスナック菓子で、おまけとしてカードダスが1枚封入されていた。事実上の復刻版だが新ルール適用によりスカウター欄にデザイン変更が加えられている。それぞれの内容は、以前のカードから抜粋された30種類に加え、新たに「スカウターカード」を加えた全31種類として発売された。また30種類のうち9枚がシールではないプリズムとなっていた。
2006年7月に発売された「しお味」は、第9弾と第10弾、2007年5月に発売された「キャラメル味」は第11弾と12弾、2007年10月に発売されたパート3の「しお味」は第13から14弾から抜粋されている。
Carddass ドラゴンボール COMPLETE BOX
バンダイより発売。vol.2は東映アニメフェア90年夏で配布されたカードの「特製スカウター超決戦ゲーム」復刻版も付いて、プレミアムバンダイより1万個限定生産で販売された。それぞれ、新たな印刷技術により復刻された計168枚のカードに、ホログラム仕様の新規カード4枚と、各弾ごとのインデックスシートが付いた、箔押しの「特製6ポケットプレミアムバインダー」、発売当時の様子や各カードについて解説した「究極解説書（アルティメットガイドブック）」が豪華パッケージボックスに収納されている。
2008年12月26日には第1弾から第4弾までを復刻した「Carddass ドラゴンボール COMPLETE BOX vol.1 premiumset」が、2009年9月には第5弾から第8弾までを復刻した「Carddassドラゴンボール COMPLETE BOX vol.2 premiumset」が発売された。

### ルール
ゲーム用の数値として第9弾まではBP（バトルポイント）が、第10弾からはDP（デストロイド・パワー）が採用されており、BPやDP、裏面に書かれたスカウター欄の数値を使って対戦する。第5弾からはスカウター欄が掲載されるようになった。スカウター欄は、通常見えにくくなっているが、当時発売された「バトルスカウター」で見ることにより隠し数値や隠し文字を見ることができるもの。
各自6枚ずつ配り、残りのカードを裏面を上にしたうえで山積みにして中央に置く。手持ちのカードから1枚選び一斉にBPやDPが書かれたカードを出す。このとき、カードによっては何枚かセットで場に出せるカードもある。BPやDPの数値が大きさで勝敗を決め、数値が同じだった場合は裏に書かれた星の数で決める。負けても待ったをかけ、BPが3倍になるカードなどの「特別ルールカード」を加えて同じカードで再勝負することもできる。開始時に「スカウターバトル」と宣言していた場合、さらにスカウター欄を適用して同じカードで再勝負することができる。対戦が終わったら勝者は、場に出ているカードを取ることができ、場に出ているカードを集めて自分の横に山にして置く。ただし星の数も同じだった場合など勝負が付かなかった場合は、それぞれのカードを山にして場に置き、次の勝者のものとなる。原則として、復活などの特別ルールカードを使用した場合を除きカードが使えるのは1度きり。勝負がついたら、中央の山から手札が6枚になる枚数だけ取って新たに勝負する。これを中央の山が無くなるかゲームオーバーカードが出されるまで続ける。勝ち取ったカードが多い者が最終的勝者となる。対戦中にBPやDPの書かれたカードが無くなった場合も続行不可能で負けとなる。1弾と2弾のカードは、このルールを使用できないため、1弾は攻守に分かれたBP同士で、2弾は攻、守に書かれた数値で対戦する。

## スーパーバトル
1991年11月から1997年5月までに第20弾まで発売され、本弾とスーパーバトルを融合させた内容の1997年9月に発売された「特別弾」が実質的な最終弾となった。特別弾まで含め966種類が発売された。カードのほとんどが、キャラクターの技が書かれた内容になっている。また、原作やアニメでは名前が無かった技のカードにも独自の技名が書かれている。プリズムカードのほか、変身やパワーアップするキャラクターの技を再現したWプリズム、隠れプリズムなどのレアカードも用意されていた。裏面の中央にはキャラクターの善、悪を現す文字が書かれている。第12弾は裏の中心に書かれている文字が「特」になっており、打と気は金文字、怒と必は黒文字になっている。また、No.500のカードは金色のプリズムカードになっており、裏の「特」という文字も赤文字になっている。複数のカードを並べると1枚の絵になるカードもある。カードの枠も、ほぼ3弾ごとに異なった色になっている。後に第1、2弾復刻版も販売された。

### ルール
トランプのスピードをアレンジしたような内容で、対戦には13段階あるパワーレベルの数値を使用する。それぞれ、場に5枚のカードを裏返して伏せ、手元に3枚用意する。端から1枚ずつめくり、パワーレベルの数値が高い者の勝利となり、同じ場合は引き分けとなる。Wシールをめくると、MAXと書かれた「MAXカード」が出現するカードがあり、MAXカードは相手に無条件で勝てる。レベル1でも横の解説欄に技が書かれているものは、特定の条件でレベルがアップしたり、特定の相手に勝利したり引き分けたりできるなど、特殊効果を使用できる。
ただし、裏面の右上にはZ、敵、惑、凶という4つ、第12弾からは打、気、怒、必の4つが加わった8つの流派からなる箔マークが書かれており、負けたカードに書かれた箔マークと同じ箔マーク（流派）のカードが手元にがあれば「プラスアップ」ルールで1枚だけ加勢することができ、2枚を合計した数値で再勝負できる。さらに、表面のゲージ右端に青地に黒文字で「裏」と書かれていたり裏面の下に小さく書かれた文字が「裏」という文字なら、勝負に負けても裏にあるZマークの色で再勝負することができる。金は赤に、赤は黒に、黒は金に勝つ。
第5弾と第6弾でのみあった「ゲージアップカード」には上下それぞれに、Z、敵などの箔マークと、その横に赤い三角マークに白字で書かれた数字が書かれているが、一般のバトルカードにおけるパワーレベルの下に書かれている1から5までの数字の、下地が黄緑になっている番号と、ゲージアップカードの数字が一致すればMAXカード以外には無条件で勝利することができる。ただし使用するには条件があり、例えば上に「Z」の箔マークと「3」という数字が書かれ、下に「敵」の箔マークと「1」が書かれたゲージアップカードの場合、「Z」の箔マークでゲージ「3」か、「敵」の箔マークでゲージが「1」のカードが負けた場合のみ有効となる。
これらのルールで勝負を5回繰り返し、最終的には対戦で獲得したカード枚数と残ったカードの枚数で勝敗が決まる。

## ジャンボカードダス
劇場などで配られたカード。大きさは通常の3倍ほどある。裏面は、本弾やスーパーバトル、ビジュアルアドベンチャーにおける各弾ごとの全リスト。カードによって、本弾仕様のものと、スーパーバトルにおけるMAXカード仕様のものがある。東映アニメフェア90年夏で配布されたカードの「特製スカウター超決戦ゲーム」が原点となっている。東映アニメフェアにおいて、91春、91夏で本弾の内容になったカードが配布され、92春、92夏、93春、93夏、94春、94夏、95春には、本弾仕様と、スーパーバトルにおけるMAXカード仕様の2種類が配布された。また、95夏では半分のサイズになったセミジャンボカードダスが配布されており、内容はスーパーバトルにおけるMAXカード仕様のものであった。大きさの異なるもの、販売用や限定カードなども含めた合計は138種類。

### 販売用
カードダスステーションジャンボ
ジャンボカードダスを店頭でも入手したいという声を受け、1991年10月から1994年11月まで計15種類がリフィルポケット付きで店頭販売された。表面はホロ加工を施したプリズム仕様となっている。カードによって表裏とも本弾の仕様になっているものと表裏ともとスーパーバトルの仕様になっているものがある。ただし1991年10月に1枚だけ発売されたカードの裏面は全面イラストとなっている。
ジャンボカードダス専用自動販売機用カード
1994年11月から1995年12月の間、パート5まで計30種類が販売された。フレームはメタリック調で対戦用の数値なども記載されておらず、セル画の絵で楽しむ内容で、裏面は、架空対決やキャラクターデータ、名場面などで構成されている。
ビジュアルセレクション
1995年7月から1995年12月の間、パート2まで計18種類が販売された。ジャンボカードダス専用自動販売機用。フレームが無く、対戦用の数値なども記載されておらず英語を配置して1枚1枚アニメの絵に合わせたデザインになっており、裏面は原作の物語が紹介されている。
ドラゴンボールGTジャンボカードダス
1996年に計6種類発売された。ジャンボカードダス専用自動販売機用。2枚重ねのWカードダスになっており、1枚目のシールを剥がすと隠れていた2枚目が出現する。1枚目はビジュアルセレクションのようなイラストカードで、2枚目は本弾の仕様になっている。
スーパージャンボカードダス
1995年と1996年に、それぞれ1種類ずつ店頭販売された、ジャンボカードダスの約4倍となるA3ポスターサイズ超特大カードダス。本弾と同じ仕様となっているがスカウター欄は無い。裏面は、もう1枚のスーパージャンボカードダスになっている。
ドラゴンボールZ SCRIBBLE ARTS ジャンボカードダスWDX
2003年4月に全8種類の第1弾、2003年8月に全6種類の第2弾が発売されたステッカーシールタイプのジャンボカードダス。表面は複数種類のシールとして剥がして使用できるようになっており、裏面は原作か描き下ろしのカラーイラストになっている。

### 限定カード
- 1992年の本弾第12弾でトータルナンバーが500を突破した記念にプレゼントされた12枚組みのジャンボカードダスで、表は第1弾から第12弾までをイメージしたイラストとなっており、裏面は、その弾の解説と完全リストになっている「ドラゴンボールZNo.500記念カード」。内容は同じだがノーマル版12枚組みとプリズム版12枚組みの2種類が存在しており、プリズムには「LIMITED5000」という記載がある。
- 東京おもちゃショー94会場限定カード。
- 東京おもちゃショー95会場限定カード。
- 第20弾で本弾発行枚数10億枚突破した記念して『週刊少年ジャンプ』誌上で2,000名にプレゼントされた、94カードダス究極博用スーパージャンボカードダス。
- スーパーバトルNo.500突破記念として、1995年春に『週刊少年ジャンプ』誌上で限定3,000名にプレゼントされたスーパージャンボカードダス。
- ビジュアルセレクション仕様の95カードダス究極博イベント賞品用として3,000枚用意されたスーパージャンボカードダス。
- スーパーバトルNo.777記念として、1997年の『Vジャンプ』誌上でプレゼントされたスーパージャンボカードダス。
- 1994年10月から11月にかけ東京・大阪など5会場で各1日ずつ開催された「カードダス究極博」において、専用自動販売機用のロケテスト版として全18種類が販売され、後に販売されたジャンボカードダスとはデザインも異なっているジャンボカードダス。裏面にはキャラクターのデータやカードのルールなど多彩な情報が記載されている。

## スーパーバーコードウォーズ ドラゴンボール
1992年12月から1993年11月までの間、パート4まで計168種類が発売された。スーパーバーコードウォーズ付属の62枚を含めると計230種類になる。バーコードを読み込むスーパーバーコードウォーズ対応カードダス。カードダス自動販売機用専用として5枚一組として販売された。裏面には、「CDキャラクターデータ」「BDバトルデータ」などが記載されている。神龍カードなどの特殊能力カードもある。
また、スーパーバーコードウォーズ本体に付属している62枚のカードは本弾20弾のバージョン違いになっており、カードに振ってある通し番号が違う。付属の人形コマ4体も、悟空、悟飯、ベジータ、トランクスとなっている。
1992年12月発売のファミリーコンピュータ用データック対応ソフト『ドラゴンボールZ 激闘天下一武道会』でもバーコードカードを読み込ませることでHP（体力）・BP（攻撃力）・DP（防御力）に反映させるシステムになっており、キャラクターカード24枚、アイテムカード15枚、無記入カード1枚が同梱されていた。

### ルール
3つのモードがあるスーパーバーコードウォーズで「GAME2」のモードを使用して行う。それぞれカードを同数用意し山積みにして、上から5枚ずつ取り手札にして、残ったカードを上から1枚ずつ取り、スーパーバーコードウォーズに裏面のバーコードを読み込ませる。カード裏面には上下2つのバーコードがあり、各ステータス用データとなる金の矢印が書かれた上のバーコードを最初に読み込む。画面に数値が表示されたら、攻撃力・特殊攻撃用データとなる赤い矢印が書かれた下のバーコードを読み込ませる。互いに攻撃ボタンと防御ボタンを押し、双方選択し終えたらバトルキーを押して対戦。どちらかのHPが0になるまで繰り返す。途中で出札が無くなったら、新たに山積みされた中のカードから補充する。

## キャラクターズコレクション
1994年4月から8月までの間、パート2まで計84種類が販売された。スーパーバーコードウォーズ対応カードダスをスーパーバーコードウォーズが無くても対戦できるように改良したもので、バーコードの代わりにレベルポイントのレベルゲージが採用されており、裏面の配色が変更になった。

### ルール
互いに最低6枚以上のカードを同数用意する。山積みにしたカードを上から6枚ずつ取り札として、同時に1枚場に出す。このとき特殊能力カードだけは、一緒に出すことができる。裏面にある「合計レベルポイント」が書かれたレベルゲージの数値で対戦する。「BDバトルデータ」には合計レベルポイント、HP、AP、DPが書かれているが、合計レベルポイントが同じ場合はHP、HPも同じならAPが大きい方が勝者。3本勝負で勝敗を決する。

## ビジュアルアドベンチャー
1991年6月から1995年10月までの間に計336種類が販売された。1992年9月の第5集と、1993年6月のビジュアルアドベンチャースペシャルで一旦幕を下ろすが、1995年4月のビジュアルアドベンチャー95で復活し、第1集から1995年10月のビジュアルアドベンチャー95EXまでの計8弾が発売された。原作のカラー原画や、鳥山明監修のもとでモノクロ原画をカラー化したものをセル画で再現してカードにしたもので対戦用の数値や情報などは一切記載されていない。スペシャルは第1集から第5集までのベストセレクションに新たなカードを加えたものとなっており、表面を剥がしてシールとして使える。裏面には解説が付いた。カードダスWとして4枚1セットとして販売され、従来のカードダスより厚みが薄かったため紙製の台紙と一緒になっていた。レアカードはプリズムカードとなっているが、スペシャルだけはメッキのように光る仕様になっている。裏にはキャラクターの顔が並んでおり、ピッコロ大魔王編までのカードは青、サイヤ人編以降は赤になっている。ビジュアルアドベンチャー95からの裏面は、人造人間編が緑、魔人ブウ編が黄色になっている。
また、『DRAGON BALL大全集別巻 ドラゴンボールカードダス パーフェクトファイル PART2』にも、ビジュアルアドベンチャーのカードが1枚付属している。

## カードダスステーション
カードダスを収納するためのファイル。1991年10月から発売されたシステムファイルからは、通常のサイズだけでなくジャンボカードダスまでのサイズを収録可能となり、別売りされていたファイルを買い足せば収納枚数を増やすこともできた。「システムファイル ドラゴンボールZ」は1991年10月発売の「1」から1995年11月発売の「13」まで発売されており、「システムファイル ドラゴンボールGT」は1996年3月に「1」が、1996年6月に「2」が発売された。
- スペシャルファイルブック（ドラゴンボール3 悟空伝発売記念プレゼント品）
- コレクションファイルブック宇宙ノ巻（そらのまき）（1990年4月発売）
- コレクションファイルブック（1991年4月発売）
- システムファイル ドラゴンボールZ（1 - 13）
- 究極博特製DXシステムファイル ドラゴンボールZ（1994年10月会場限定販売品）
- システムファイル ドラゴンボールGT（1、2）

## ベストセレクションセット
2018年に30周年を迎えた「カードダス」の自販機がミニチュアサイズで発売された。1枚20円でカードを売っていた「カードダス20」の販売機を、高さ18センチで完全再現した本アイテム。当時と同じく、20円を入れることでハンドルのロックが解除され、カードの払い出しができる。カードダスミニ自販機の登場にあわせて、ミニ自販機にセットできる『ドラゴンボール』のベストセレクションセットも登場している。
カードダス30周年記念 ベストセレクションセット ドラゴンボール カードダスver
カード32種（プリズムタック）、カードダスミニ自販機用オリジナルディスプレイシート5種、カードダスミニ自販機用デコレーションシール一式
カードダス30周年記念 ベストセレクションセット ドラゴンボール　スーパーバトルver
カード32種（プリズムタック）、カードダスミニ自販機用オリジナルディスプレイシート5種、カードダスミニ自販機用デコレーションシール一式

## 収納用品
カードダスステーション以外でバンダイから発売された、カードを収納できる商品。ミニミニカードダスは通常のカードを収納することはできないが、類似品として記載する。
ドラゴンボール カードダスボックス
計7種類の特製スペシャルカード1箱に1枚付属しておりカードダスを最大で42枚収録できるプラスチック製カード収納ケース。
ドラゴンボール カードダスCANボックス
カードダスボックスを5個収納できる。
ドラゴンボールカードダス全24弾セット インゴッドケース
94カードダス究極博開催記念で特賞としてプレゼントされた。その時点での全弾が金色のケースに入っており、蓋には透明の「CARDDASS」という文字が書かれている。
ドラゴンボール NEWカードダスミニ
「ドラゴンボールZ」と「ドラゴンボールGT」の2種類発売され、小さいながらも、後ろのカードを入れるスペースにカードダスを収納して、お金を入れてハンドルを回すことでカードが出てくるカードダス自動販売機のギミックをリアルに再現している。正面のディスプレイは外して好きなカードを入れることも可能。「ドラゴンボールGTサマーキャンペーン」では抽選で金色の特製カードダスミニがプレゼントされた。
ドラゴンボール ミニミニカードダス
「カードダス20」を極小さな大きさで再現した玩具。1995年から、本弾第1弾と2弾からの「パート1」、スーパーバトル第1弾と2弾からの「パート2」が自動販売機のガシャポンでカプセル販売された。カプセルには、「ミニミニカードダスベンダー」、「ミニミニカードダスステーション」、カードシート1枚のいずれかが入っている。カードを台紙のシートから剥がして使用する。1枚のカードはカードダスハーフの約4分の1サイズ。1シートあたり、プリズムカードのものを2枚含む21枚から構成されており、それを計4シート使用する。「ミニミニカードダスベンダー」は、背面のカバーを外してカードをセットし、右側のハンドルを矢印方向に回すと中に入れたカードが出て来る仕組みになっている。ディスプレイ用のシールも付いており、第1弾、2弾でディスプレイのデザインを変えることができる。「ミニミニカードダスステーション」は、実際にカードが収納できる極小ファイルとなっている。

## 関連書籍
- 『ドラゴンボールZ カードダス奥義大全書』 集英社、1991年4月 ISBN 978-4-83-421018-7。

本弾の7弾までを紹介しており、各カードの解説も1枚ずつ詳しく解説されている。それまでの限定カードについての記事や、カードダス20についての解説など、当時これから集める人向けの内容となっており、巻末の袋とじには、当時の新作を紹介する記事や、新シリーズ開発のためのミーティング写真が掲載されていた。
- 『DRAGON BALL大全集別巻 ドラゴンボールカードダ スパーフェクトファイル PART1』 集英社、1996年2月18日 ISBN 4-08-102016-7

25弾までの本弾、ドラゴンボール90、ドラゴンボール91、限定カード、グッズの紹介。各弾における相違点の解説、カードダスの歴史、カードのルールやテクニックの説明などの内容。4枚のカードも付属していた。
- 『DRAGON BALL大全集別巻 ドラゴンボールカードダス パーフェクトファイル PART2』 集英社、1996年3月11日 ISBN 4-08-102017-5

鳥山明のお気に入りイラスト、各シリーズの比較、当時の時点における本弾以外のシリーズの紹介、各シリーズのルール説明などの内容。4枚のカードも付属していた。

## イベント
ジャンプキャラクター カードダス究極博
1994年、1995年に開催されたカードダスのイベント。1994年はDBカードダス本弾の全種再販、オリジナルグッズ、プレゼント大会など、1995年はDBカードダス本弾の新企画発表などが行われた。
| 開催地                                  | 期間                                    |
| ジャンプキャラクター カードダス究極博94 | ジャンプキャラクター カードダス究極博94 |
| --------------------------------------- | --------------------------------------- |
| 東京都メッカ原宿                        | 1994年10月9日                           |
| 北海道札幌アルシュホール                | 1994年10月16日                          |
| 大阪府大阪マーチャンダイジングマート    | 1994年10月23日                          |
| 愛知県名古屋国際サロン                  | 1994年10月30日                          |
| 福岡県博多スターレーン                  | 1994年11月3日                           |
| ジャンプキャラクター カードダス究極博95 |                                         |
| 東京都サンライズビル                    | 1995年10月14日、15日                    |
| 大阪府ステラホール                      | 1995年10月28日、29日                    |
| 福岡県スカラエスパシオ                  | 1995年11月5日                           |

## その他
- 本弾などにあるスカウター欄に隠された情報は、激闘10大戦士カード10枚も付属され1990年に発売された「バトルスカウター」や、バトルスカウターに1枚付属していた「対戦用補助スカウター」、東映アニメフェア90年夏で配布され、COMPLETE BOX vol.2にも収録された紙製の「特製スカウター超決戦ゲーム」、ドラゴンボールスナックの「スカウターカード」など、赤いセロファンの眼鏡などを使って読み取ることができる。
- ドラゴンボールカードダス2億枚突破記念として、透明ケースに入ったゴールドメタルプレートの「THE COMMEMORATIVE CARD」が限定100枚のみ生産された。工場での試作品として制作された銀色のものも存在している。
- 1991年8月10日開催された「JUMP V FESTIVAL」の第1回カードバトル大会では、上位入賞8名に記念の盾プレゼントされた。これには2億枚突破記念ゴールドカードと共通したデザインのゴールドメタルカードが埋め込まれていた。
- 1991年8月10日開催された第1回カードバトル大会では参加記念として全員に2億枚突破記念ゴールドカードを小さくしたデザインの「ドラゴンボール ゴールドキーホルダー」がプレゼントされた。
- ドラゴンボールカードダス3億枚突破記念として、ドラゴンボール91におけるB-7の悟空を基にしてデザインされているプリズム処理が施された特製パネル置き時計が『週刊少年ジャンプ』誌上において抽選でプレゼントされた。
- ドラゴンボールカードダス3億枚突破記念として、ドラゴンボール91における5枚綴りカードを基にデザインされている全長120cmになる「特製パノラマタペストリー」が月刊化される前の『ブイジャンプ』にて抽選で300名にプレゼントされた。
- 当時の店頭には店頭用ポップも置かれ、本弾の店頭用ポップは23弾以降、両面プリズムをアピールできるように中央の実物大カード部分が回転するようになっていた。26弾からは、キャラクターの姿に沿った立体感のある、カード部分だけ若干手前に飛び出すような形になった。29弾は巨大なポップとなっている。スーパーバトルのポップも第13弾から用意され、全てのプリズムカードやキャンペーンの告知などが掲載された内容となっており、16弾はプリズム加工されたポップ、19弾は巨大なポップとなっている。また、パート4以降の自販機用ジャンボカードダスやビジュアルアドベンチャー95以降のポップも用意されていた。
- カードダス人気を受け、バンプレストから出された子供向け業務用ゲーム「ドラゴンボールてれびでんわ」も本弾サイズのプリズム加工カードが排出され、それを筺体に差し込ミニゲームを遊ぶ内容となっており、そのカードも1987年から1991年頃にかけ、無印が使用された各36種類の「第1弾」と「第2弾」、Zが使用された24種類の「第3弾」と続いている。また、サントリーとバンダイのコラボ商品「きゃらかーん」における1992年頃に販売された商品にも『ドラゴンボールZ』の丸型のカード「ディスクカード」が付き、応募キャンペーンでカードを収録できるアルバムがプレゼントされ、バンダイにおける「ドラゴンボールZグミメイト」シリーズ、グミカの「ドラゴンボールグミ」シリーズや「ドラゴンボールGTグミ」にもプラスティック製カードが付属するなど自社他社問わずカード付き食玩が販売されており、それは後に発売されたカード付き商品「ドラゴンボールxワンピースグミ」、「ドラゴンボールxワンピース ウェファーチョコ」シリーズ、「ドラゴンボールヒーローズカードグミ」シリーズなどにも受け継がれている。
- カードダスに書かれた戦闘値は、当時の『ドラゴンボール』担当編集者の近藤裕（サイヤ人編から人造人間・セル編を担当）がバンダイのスタッフと共に1枚1枚確認していた[4]。